# تل مفتاح
قرية تل مفتاح هي إحدى القرى التابعة لمركز أبوحماد في محافظة الشرقية في جمهورية مصر العربية. حسب إحصاءات سنة 2006، بلغ إجمالي السكان في تل مفتاح 10489 نسمة، منهم 5404 رجل و5085 امرأة.

## التاريخ
قرية تل مفتاح من القرى القديمة، حيث وردت باسم «تل مفتاح» في أعمال الشرقية ضمن قرى الروك الناصري التي أحصاها ابن الجيعان في كتاب «التحفة السنية بأسماء البلاد المصرية». وفي العصر العثماني وردت باسم «تل مفتاح» في التربيع العثماني الذي أجراه الوالي العثماني سليمان باشا الخادم في عصر السلطان العثماني سليمان القانوني ضمن قرى ولاية الشرقية، وفي تاريخ 1228هـ/1813م الذي عدّ قرى مصر بعد المسح الذي قام به محمد علي باشا باسم «تل مفتاح» ضمن قرى مديرية الشرقية.